# Piura
Piura – miasto w północno-zachodnim Peru, nad rzeką Piura (uchodzi do Oceanu Spokojnego), przy Drodze Panamerykańskiej, ośrodek administracyjny regionu Piura. Zamieszkuje je około 382 tys. mieszkańców.
W mieście rozwinął się przemysł bawełniany.
Od 1962 r. w mieście działa uniwersytet.

## Miasta partnerskie
- Arequipa
- Bahía Blanca
- Trujillo